# سپتامبر که تمام شد بیدارم کن
«سپتامبر که تموم شد بیدارم کن» تک‌آهنگی از گرین دی است که در سال ۲۰۰۵ میلادی منتشر شد. این تک‌آهنگ که در آلبوم احمق آمریکایی قرار داشت در چارت‌های والونیا، بریتانیا، فلاندرز، جزو ده ترانه اول قرار گرفت و در چارت آمریکا به ردهٔ ششم رسید.
قطعهٔ «سپتامبر که تمام شد بیدارم کن» با الهام از مرگ پدر بیلی جو آرمسترانگ سروده شده که در سپتامبر ۱۹۸۲ بر اثر سرطان مری درگذشت.